# Валтонен, Мартти

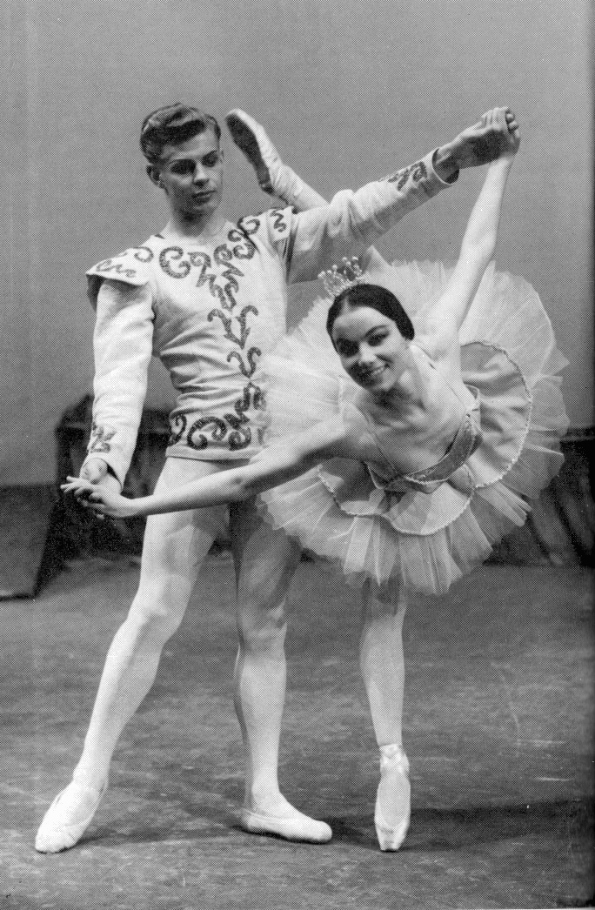

Мартти Эйнари Валтонен (фин. Martti Valtonen ; 2 июля 1937, Поляны (Выборгский район), Ленинградская область — 9 сентября 2019, Лието, Финляндия) — финский танцовщик, артист балета, педагог.
С 1959 по 1987 год выступал на сцене Финской национальной оперы.
С 1964 года — солист балета, с 1968 года — ведущий танцовщик Финляндии. С 1975 года работал преподавателем балетной школы Национального балета.
Снимался в кино («Punainen huone» (1960), «Loistokaupunki» (1966) и «Fänrik Ståls sägner» (1981)).
Его женой была балерина Май Лиз Райала.
В 1977 году М. Вальтонен был награждён медалью Pro Finlandia.